# Plectris laevipennis
Plectris laevipennis är en skalbaggsart som beskrevs av Frey 1967. Plectris laevipennis ingår i släktet Plectris och familjen Melolonthidae. Inga underarter finns listade i Catalogue of Life.